# Birdo
Birdo, cunoscut în Japonia ca Catherine ( キャサリン Kyasarin), este un personaj fictiv din seria Mario de jocuri video, care a apărut pentru prima oară în Yume Kōjō: Doki Doki Panic.